# 1970 у відеоіграх

## Події
- Крістофер Гайло розробив BASIC-гру Highnoon.
- Народився 20 серпня американський програміст Джон Кармак.
- Кількість ігор запрограмований в BASIC можна знайти в бібліотеці DECUS. На жаль, більшість ігор не включають ім'я програміста або дати, коли програма була написана.[1]

| Назва        | Опис                                        | Програміст(и)   | Дата    |
| ------------ | ------------------------------------------- | --------------- | ------- |
| 1queen.gam   | Гра в шахи                                  | Невідомий       | 9/2/70  |
| apawam.gam   | Гра в гольф                                 | Невідомий       | 9/2/70  |
| bandit.gam   | Комп'ютер — ігровий автомат, а ви — гравець | Невідомий       | 9/21/70 |
| batnum.gam   |                                             | Невідомий       | 9/21/70 |
| bridge.gam   | Симулятор мостобудування                    | Невідомий       | 9/21/70 |
| craps.gam    |                                             | Невідомий       | 9/21/70 |
| digits.gam   | Гра у вгадування послідованості чисел       | Невідомий       | 9/2/70  |
| ftball.gam   | Гра в футбол                                | Джон Дж. Кемені | 9/21/70 |
| gamnin.gam   | Відтворення гри «Нім»                       | Невідомий       | 9/2/70  |
| hangmn.gam   | Гры в ката                                  | Невідомий       | 9/21/70 |
| horserac.gam |                                             | Лорі Шевальє    | 9/2/70  |
| learn1.gam   | Гра в «21»                                  | Невідомий       | 9/2/70  |
| nim.dem      | Відтворення стародавньої гри «Нім»          | Невідомий       | 9/2/70  |
| qubic.gam    | Гра в 3D хрестики-нулики                    | Невідомий       | 9/21/70 |
| roulet.gam   | Гра в рулетку                               | Невідомий       | 9/2/70  |
| tictac.gam   | Гра в хрестики-нулики                       | Невідомий       | 9/2/70  |
| war.gam      | Гра в війну                                 | Невідомий       | 9/21/70 |